# Bodófalva
Bodófalva (szlovákul Bodovice)  Turócbalázsfalva településrésze, korábban önálló falu Szlovákiában, a Zsolnai kerületben, a Stubnyafürdői járásban.

## Fekvése

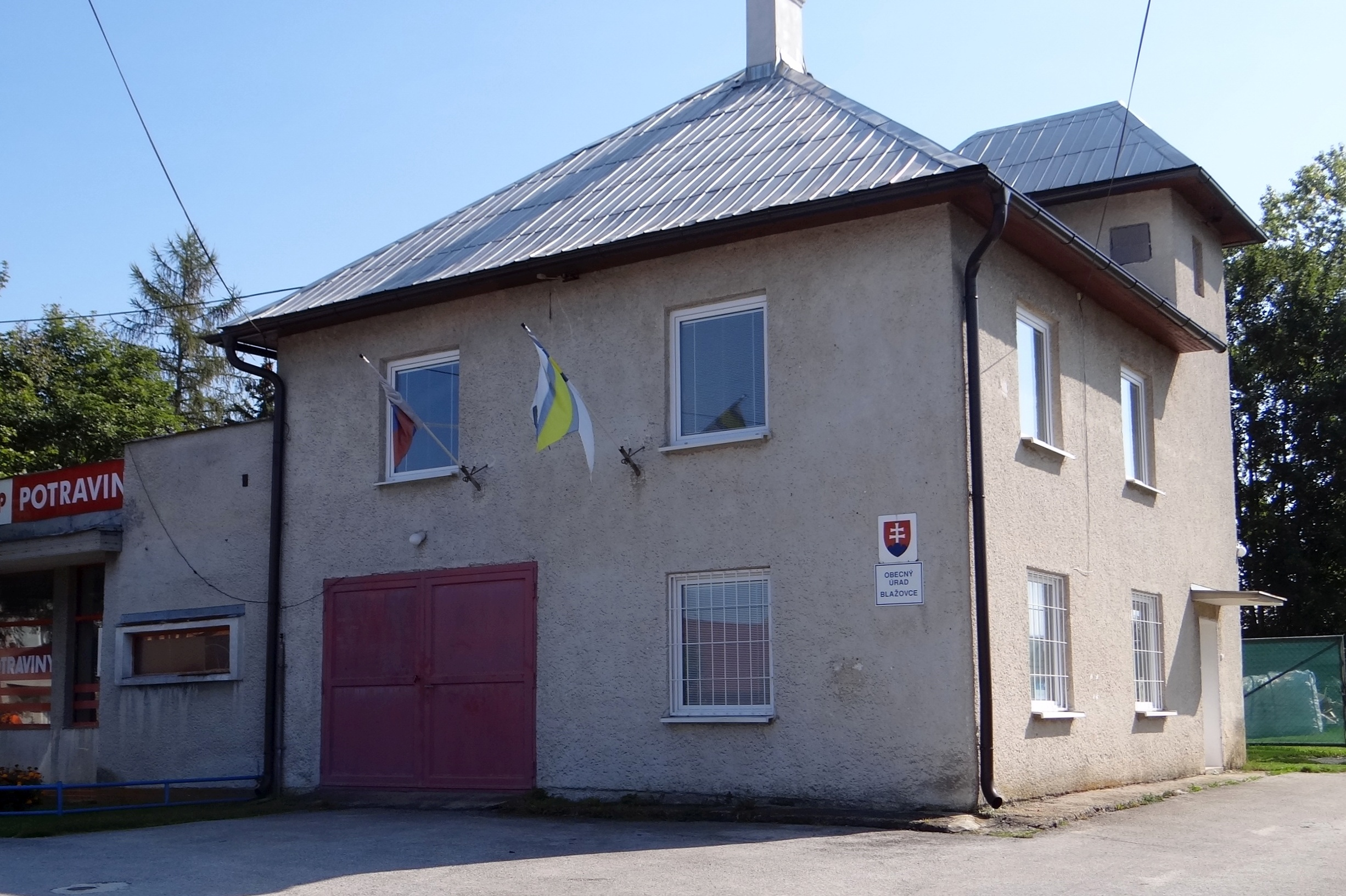
A községháza épülete

Turócszentmártontól 22 km-re délre található. Turócbalázsfalva déli részét képezi.

## Története
1266-ban „Sernouicha” alakban még birtokként említik először. Nevét Bodó nevű birtokosáról kapta, aki 1299-ben vásárolta meg a területet. 1350-ben „Sarnouicha”, „Zarnocha”, „Sarouicha”, „Zarowycha”, 1361-ben „Sernouchameleki”, 1372-ben „Sarnoucha” néven szerepel az írott forrásokban. A 15. században helyi nemesek birtoka. 1420-ban említik először „Bodofalua” néven. 1504-ben „Bodovicz”, 1534-ben „Bodowicze” néven bukkan fel. 1715-ben 10 háztartása volt. 1785-ben 17 házában 111 lakos élt.
A 18. század végén Vályi András így ír róla: „BODÓFALVA. Régi tót falu Túrótz Vármegyében, birtokosa Bodó Uraság, tótúl Bodovitze, hajdan Othmárnak is neveztetett, mivel IV. BÉLA 1258ban Othmár Pálnak ajándékozta, fekszik Mosócztól mintegy fél mértföldnyire. Határja középszerű.”
1828-ban 16 háza és 87 lakosa volt, akik főként mezőgazdasággal foglalkoztak.
Fényes Elek 1851-ben kiadott geográfiai szótárában így ír a faluról: „Bodófalva, (Bodovicze), kis tót falu, Thurócz vármegyében, a Csernakov patakja mellett: 35 kath. 55 evangelikus lak. F. u. többen. Ut. p. Rudnó.”
1910-ben 74, túlnyomórészt szlovák lakosa volt. A trianoni diktátumig Turóc vármegye Stubnyafürdői járásához tartozott.
1952-ben csatolták Turócbalázsfalvához.

## Lásd még
- Turócbalázsfalva